# 和泉村 (愛知県)
和泉村（いずみむら）は、かつて愛知県碧海郡にあった村。現在の安城市和泉町などに相当する。

## 地理
高浜川水系の半場川流域に位置する。江戸時代に油ヶ淵が湖沼化する前は、衣浦湾に面する入り江となっていた。
南は城ヶ入村、西は西端村に隣接していた。

## 歴史

### 中世以前
弥生時代中期の中本郷貝塚、弥生時代中期・後期の八斗蒔遺跡（はっとまきいせき）や惣山古墳などがあったが、いずれも後に壊滅した。
鎌倉時代の13世紀初頭には伊勢神宮の神領地に指定され、泉御園と呼ばれたことが名称の由来の一説である。石川丈山邸の藪の中に湧き出ていた泉が由来とされることもある。江戸時代には一文字で泉と表記されることも多かった。

### 近世

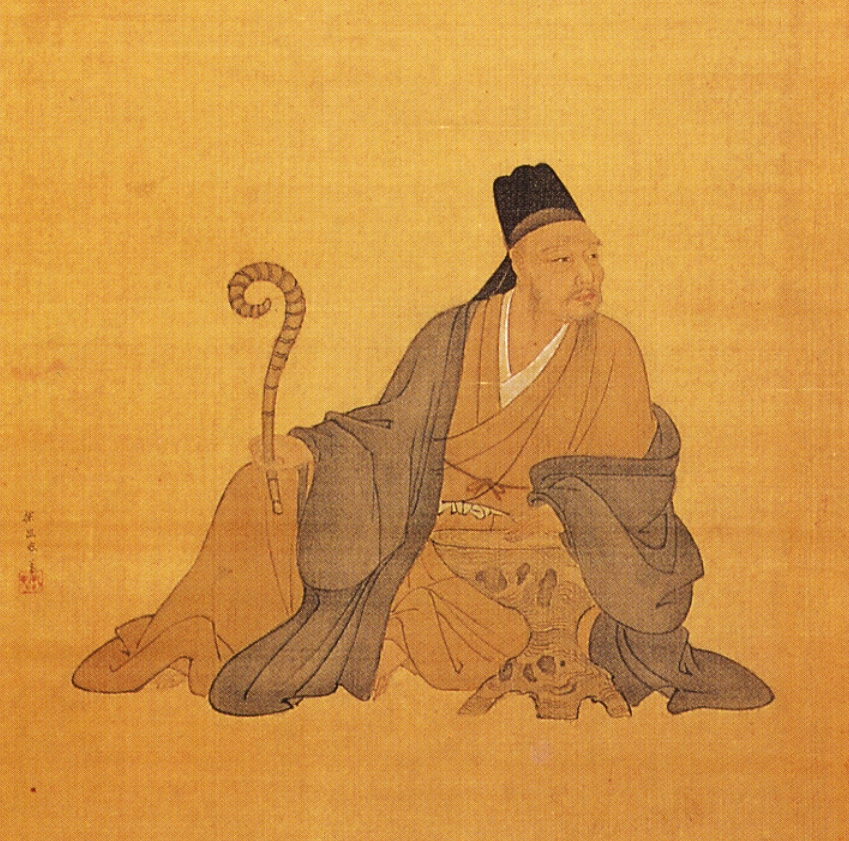
文人の石川丈山

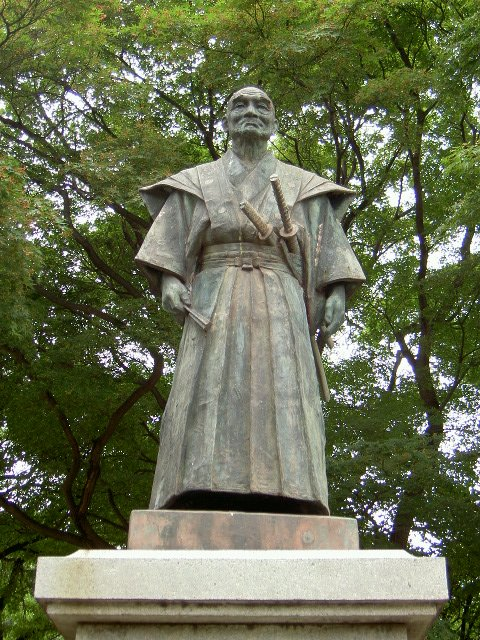
用水の開削を計画した都築弥厚

元和4年（1618年）には五ケ野原をめぐって桜井村と争いを起こし、和泉村の久津名七右衛門が殺されたとされる。この頃には五ケ野原が桜井村、小川村、和泉村、城ケ入村、中根村の5か村による入会地となる慣例が確立したとされる。寛永20年（1643年）から元禄13年（1700年）にかけても城ケ入村との間で土地の帰属を巡る争いが起こった。
江戸時代の初めは甘縄藩領であり、元禄16年（1703年）に旗本の松平万次郎領と天領に二分された（相給村）。松平氏の知行は明治維新期まで存続したが、天領分は宝永7年（1710年）に刈谷藩領となった。寛政2年（1790年）に刈谷藩領で寛政一揆が発生したことで領地替えの処罰を受け、寛政4年（1792年）には刈谷藩領分が福島藩領となった。1869年（明治2年）にはこの福島藩飛び地が重原藩領として独立した。
村高は『寛永高附』によると573石余、『元禄郷帳』によると622石余、『天保郷帳』や『旧高旧領』によると774石余だったが、油ヶ淵に近かったことから水害による損害も大きかった。17世紀後半には綿作が発展し、延宝8年（1680年）以後の年貢割付状には木綿畑が登場する。18世紀初頭には畑高の半分以上が綿畑高だった。
和泉村の豪農としては都築弥厚がおり、文化9年（1812年）からは松平家の代官を務めた。都築弥厚は天保3年（1833年）には石高2070石、酒造株4160石余を有していたが、天保年間の和泉村には9軒以上の酒造家があったうえ、特産品として和泉そうめんがあった。

### 近代

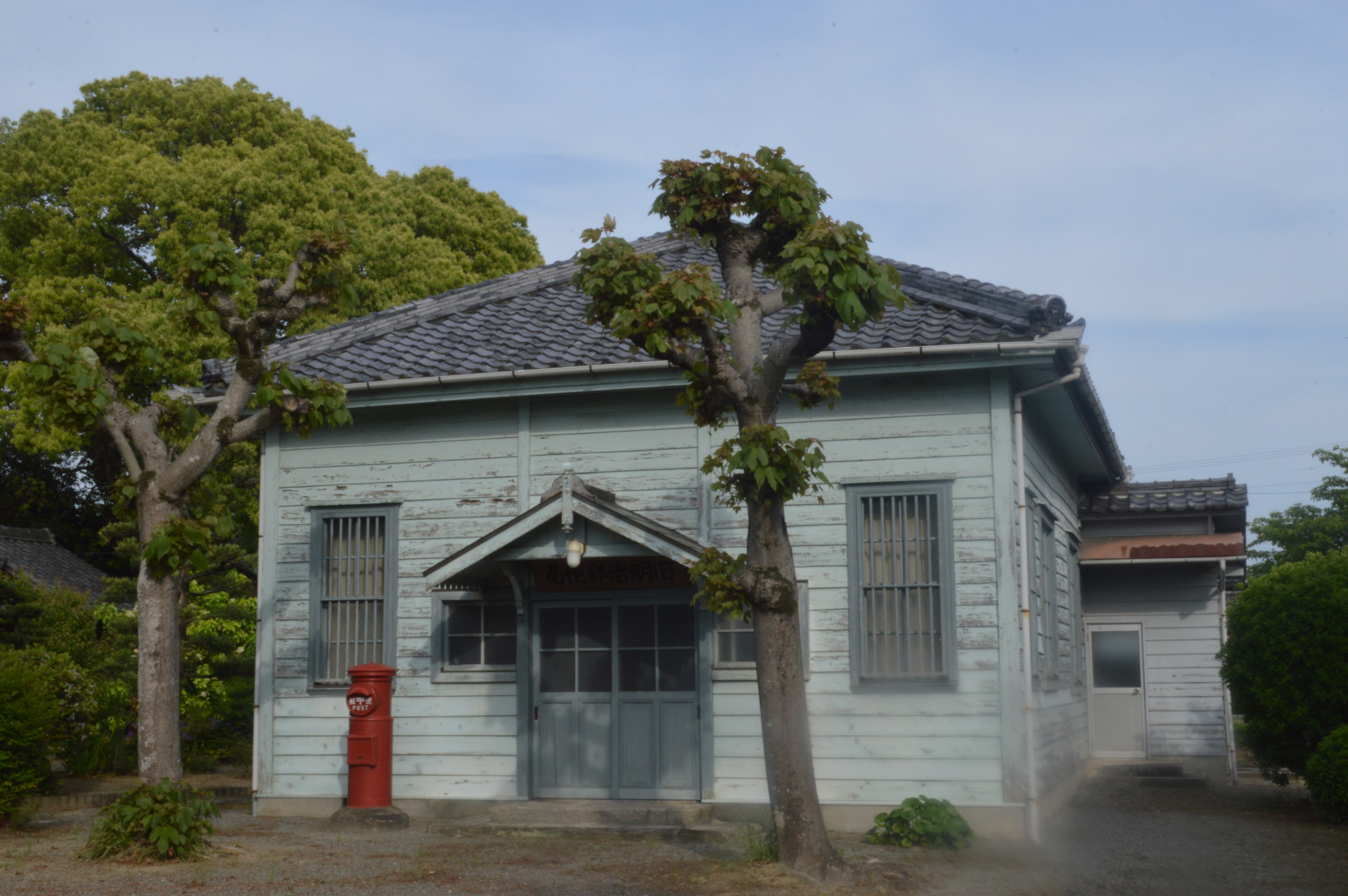
合併後の1911年開局の旧明治郵便局

1888年（明治21年）の町村制施行に伴い、1889年（明治22年）には碧海郡和泉村が発足した。1891年（明治24年）の戸数は312、人口は1601だった。
1906年（明治39年）5月1日、米津村、西端村、東端村、根崎村、城ヶ入村および榎前村の一部と新設合併して淵辺村となり、和泉村は廃止された。淵辺村の大字として和泉が設置された。

## 教育
- 泉尋常小学校

## 名所・旧跡

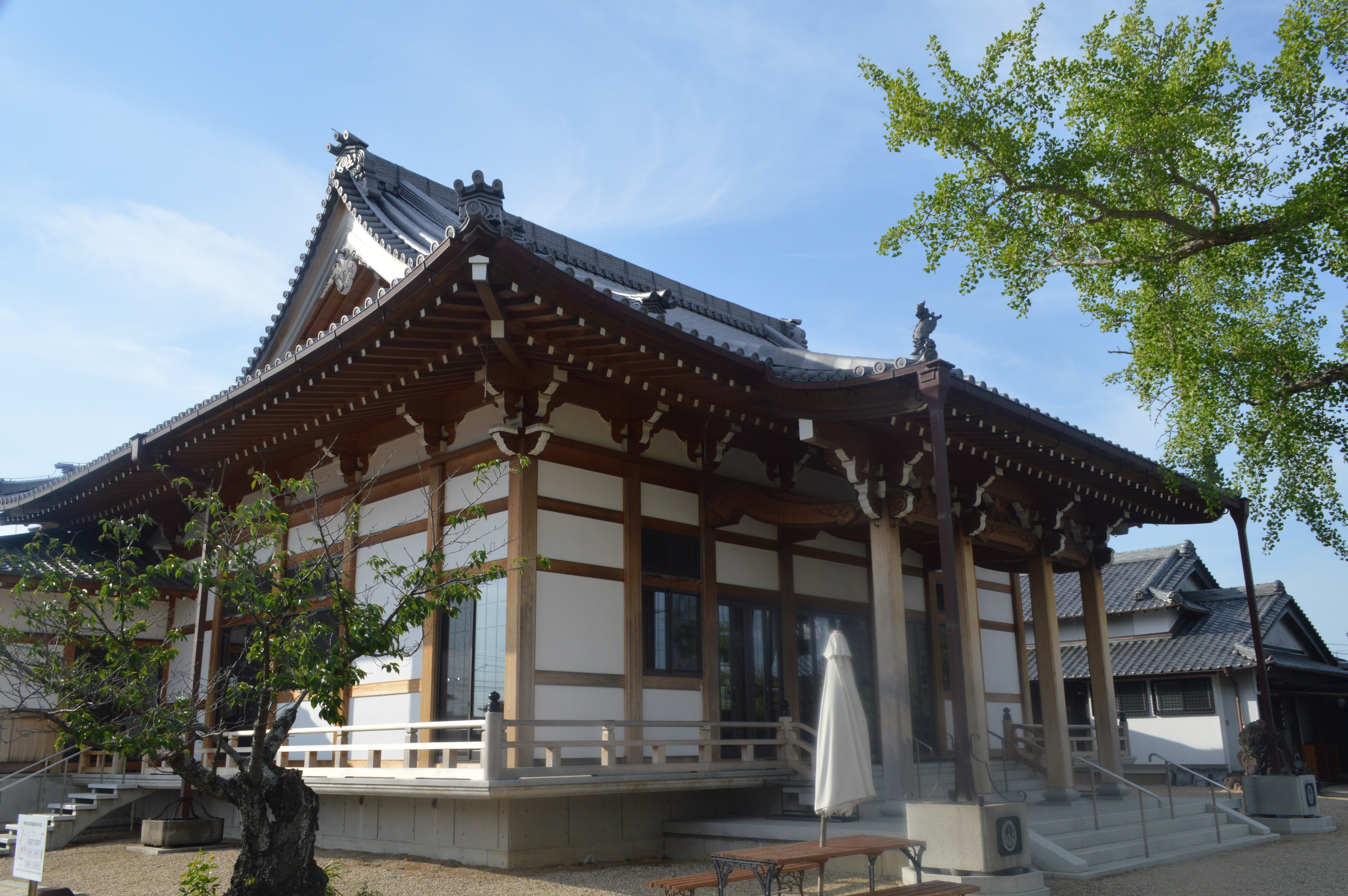
本龍寺

- 北本郷古墳 - 古墳時代中期の円墳[2]。内行花文鏡などの出土物は和泉八剱神社に保管されている[2]。
- 和泉八剱神社 - 和泉村の鎮守。
- 本龍寺 - 真宗大谷派の寺院。承安4年（1174年）開創[3]。明治村役場が一時的に置かれた。都築弥厚の墓がある。
- 弥厚公園

## 出身者
- 石川丈山 - 武将・文人。
- 都築弥厚 - 代官。新田開発・用水開削計画者。後世の明治用水につながる計画を立てた。